# Kismalac
A Kismalac című album a Kerozin magyar techno-zenekar bemutatkozólemeze. 1998 novemberében jelent meg.

## Az album dalai
1, Beröffenés 1:42
2, Kismalac 4:05
3, Full House Téboly 3:52
4, Miért lennék jó 3:44
5, Kerozin 3:15
6, Egyszer fenn, egyszer lenn 4:32
7, Da da da 4:12
8, Ma te vagy az ász 3:31
9, Hű-Ye! 2:51
10, Ha hazudnom kell 3:47
11, Kismalac (Renegade Mix) 3:47
12, Full House Téboly (Tufa Mix) 3:21